# Марко Панајотовић
Марко Панајотовић (рођен 1994) српски је глумац. Познат је по улогама Излаз у случају опасности, Поред мене и Поред нас.
За улогу у филму Поред мене освојио је Златну арену, 2015, у Пули, а за улогу у филму Излаз у случају опасности примио је награду за главну мушку улогу на ПАФ фестивалу у Панчеву.

## Лични живот
Рођен је 1994. године у Београду. Завршио је основну школу „Владислав Рибникар”, Трећу београдску гимназију и сада је апсолвент медицинског факултета. Глумом је почео да се бави у школи, у Дому омладине. Неформално позоришно образовање започео је 2007. године у драмском студију Искорак, Диане Кржанић Тепавац. Похађао је бројне курсеве, обуке и радионице у области глуме, перформанса, певања, плеса, форум театра и друге. Ангажован је у пројектима Музеј града Београда. Говори енглески и француски језик.
Пријавио се на кастинг за представу која је део пројекта Буди мушко. На њему је разговарао са редитељима Војканом Арсићем и Мињом Богавац. Након што је изабран, са њима је у војвођанском омладинском центру похађао велики број радионица о родној равноправности, превенцији насиља, екстремизма и слично. Одатле је настала представа Мушкарчине. Тада је имао седамнаест, осамнаест година.
Глуми у многим омладинским позориштима, телевизијским серијама и филмовима. Члан је Рефлектор позоришта, од самог његовог оснивања, а 2020. године постаје и његов директор.

## Филмографија
| Год.    | Назив                     | Улога |
| ------- | ------------------------- | ----- |
| 2010-те |                           |       |
| 2014    | Излаз у случају опасности |       |
| 2015    | Поред мене                | Коста |
| 2020-те |                           |       |
| 2021    | Поред нас                 |       |

## Представе
| Представа                  | Улога  |
| -------------------------- | ------ |
| Мушкарчине                 | [ 6 ]  |
| Црвена: самоубиство нације | [ 7 ]  |
| Жудња                      | [ 8 ]  |
| Сумњиво лице               | [ 3 ]  |
| Уједињење или смрт 1918.   | [ 9 ]  |
| Уредник                    | [ 10 ] |
| Лифт - слободан шоу        | [ 11 ] |
| Сан о Милени               | [ 12 ] |
| Бановић Страхиња           | [ 5 ]  |
| На дан безбедности         | [ 13 ] |